# Anterhynchium aestuans
Anterhynchium aestuans är en stekelart som först beskrevs av Henri Saussure 1863.  Anterhynchium aestuans ingår i släktet Anterhynchium och familjen Eumenidae. Inga underarter finns listade i Catalogue of Life.